# فيلد كامبات
فيلد كامبات (بالإنجليزية: Field Combat)‏ ، هي لعبة فيديو إلكترونية من إنتاج شركة توسي اليابانية ونشرها شركة جاليكو سنة 1985م، وهي لبطل اللعبة عبارة عن رادار لكشف العدو وتمكينه من الأسر وقتله وضربه كما تتمكن من استدعاء عدد من الآليات العسكرية كالمروحية والدبابات والجنود والذين يرغبون بإسقاط العدو الافتراضي.

## مصدر
1. ↑  "Release information". GameFAQs. مؤرشف من الأصل في 2005-11-30. اطلع عليه بتاريخ 2009-01-25.

## وصلة خارجية
- Field Combat at arcade-history
- فيلد كامبات على موقع القائمة القاتلة لألعاب الفيديو